# Mirador de la Montaña
Mirador de la Montaña är en ort i Mexiko.   Den ligger i kommunen Juárez och delstaten Nuevo León, i den centrala delen av landet, 700 km norr om huvudstaden Mexico City. Mirador de la Montaña ligger 371 meter över havet och antalet invånare är 296.
Terrängen runt Mirador de la Montaña är platt, och sluttar brant österut. Runt Mirador de la Montaña är det ganska tätbefolkat, med 83 invånare per kvadratkilometer. Närmaste större samhälle är Ciudad Guadalupe, 19,7 km väster om Mirador de la Montaña. I omgivningarna runt Mirador de la Montaña växer huvudsakligen savannskog.